# イン (化学)

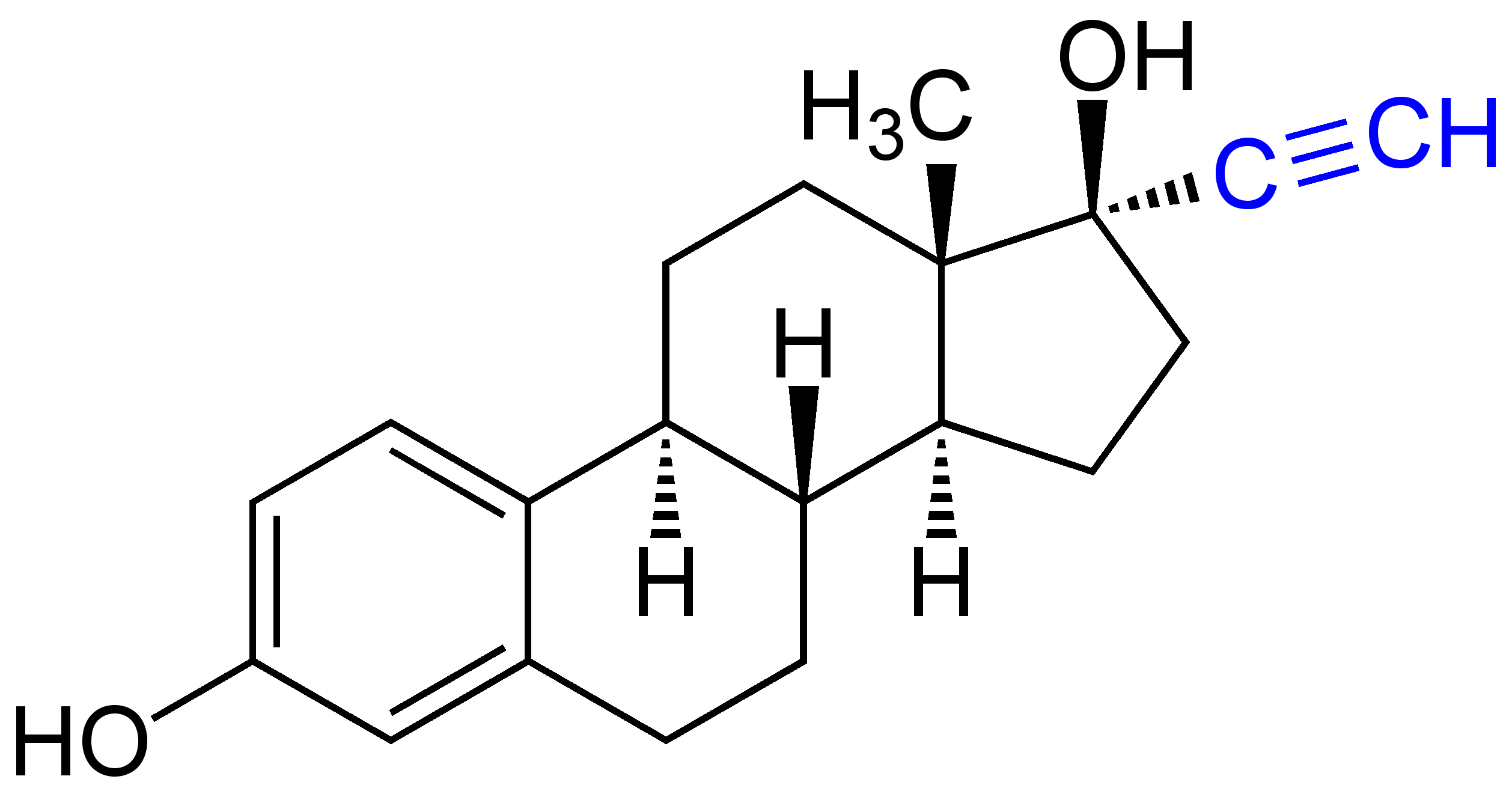
大きな分子（エチニルエストラジオール）の一部となっているエチニル基(青色)

-イン(-yne)は、有機化学の分野で、アルキンとして知られる、-C≡C-結合を含む化合物の名前の語尾に用いられる接尾辞である。三重結合の位置を示すために、化合物名の前に数字とハイフンが付けられることもある。この接尾辞は、「アセチレン」という言葉の語尾の崩れた形に由来している。次に母音が続く場合は、英語表記の最後のeは脱落する。